# Jäsjord
Jäsjord, jäslera eller blötjord, äldre även regionalt gor (gorr, går, gårr), gårjord med mera, är en silthaltig jordart som vid nederbörd eller översvämningar tenderar att vattenmättas mycket snabbt, vilket innebär till att jordens hållfasthet minskar kraftigt. En leras bärkraft står inte i linjär relation till lerans vatteninnehåll, utan är relativt opåverkad fram tills att lerans vattenhalt uppnår jordartens omslagspunkt. När detta händer sjunker hållfastheten snabbt, i jäslera synnerligen snabbt. Jäsjordar kan vid tjälning binda stora mängder vatten och därmed öka i volym. Vid tjällossningen påverkar det frigjorda vattnet vägbanans hållfasthet, och jäsjorden kan tränga upp genom vägbanans beläggning som tjälskott.